# Serpent (暗号)
Serpentは対称鍵ブロック暗号の一種で、AESの最終候補の1つとなったが、Rijndaelに一歩及ばなかった。Serpentはロス・アンダーソン、エリ・ビーハム、ラーズ・クヌーセンが設計した。
AESに応募した他の暗号と同様、ブロック長は128ビットで、鍵長としては128、192、256ビットをサポートしている。暗号化に際しては、4個の32ビット語のブロックに対して32ラウンドのSPN構造を適用する。各ラウンドでは、8つある4ビットから4ビットへのSボックスのうちの1つを32回並行して適用する。Serpentは1ビットスライス32個を使い、全ての操作を並列に実行できるよう設計されている。このため並列性が最大化されているが、DESよりも暗号解読に要する作業が増えることにもつながっている。
Serpentは、他のAES最終候補よりもセキュリティに対して保守的なアプローチをとっていると見られており、セキュリティマージンを大きくとっている。設計者は既知の攻撃法に対しては16ラウンドで十分だと考えたが、今後新たな暗号解読法が開発されることを予想して、保険のために32ラウンドにした。
Serpentの方式は特許を取得していない。したがって完全なパブリックドメインであり、誰でも自由に使うことができる。したがって、ソフトウェア（またはハードウェア）でSerpentを自由に実装することができ、ライセンス料も徴収されない。

## Rijndael と Serpent
Rijndaelはラウンド数が10、12、14のSPN構造で、鍵長とブロック長は128ビット、192ビット、256ビットである（それぞれ独立して指定可能）。Serpentは32ラウンドのSPN構造で、最適化した実装を単純化するために最初と最後に並べ替えを行う。Rijndaelのラウンド関数は、非線形層、線形混合層、鍵混合XOR層という3つの部分で構成されている。Setpentのラウンド関数は、鍵混合XOR、4×4のSボックスを32回並行に動作させる部分、線形変換から成るが、最終ラウンドでは線形変換の代わりにもう1回鍵混合XORを行う。Rijndaelの非線形層は8×8のSボックスを1つ使うが、Serpentでは8個の異なる4×4のSボックスを使う。Serpentは32ラウンドも実施することでRijndaelよりもセキュリティマージンが高い。しかし、10ラウンドのRijndaelは、高速で実装も容易である。そのため、RijndaelがAESに選ばれた。

## セキュリティ
XSL攻撃が有効ならば、Serpentを破ることも考えられる（ただし、AESに採用されたRijndaelの方がさらに弱い）。しかし、実装時にそれを考慮しておけば、XSL攻撃が総当り攻撃よりも高くつく（時間がかかる）ようにできる、と多くの暗号研究者らは考えている。